# Benton (Illinois)
Benton város az USA Illinois államában. Lakosainak száma 6709 fő (2020. április 1.).

## Népesség
A település népességének változása:
| Lakosok száma | 6880 | 7087 | 6709 |
|               | 2000 | 2010 | 2020 |